# ポール・スロウィンスキー
ポール・スロウィンスキー（Paul Slowinski、1980年9月24日 - ）は、ポーランドの男性キックボクサー、総合格闘家。ドルヌィ・シロンスク県出身。オーストラリア・南オーストラリア州アデレード在住。ファインダーズユニムエタイジム/ワールドジム・アデレード所属。元WMC世界ヘビー級王者。
パンチとローキックのバランスの取れたテクニックは一級品。師匠であるアーネスト・ホーストは「私の後継者だ」と太鼓判を押しており、チーム・ミスターパーフェクト所属であったこともある。2008年の開幕戦では疑惑の判定で敗れたものの、レミー・ボンヤスキーを相手に互角以上に戦った。
以前はポール・スワロンスキーと表記されていた。

## 来歴
ポーランドに生まれ、少年時代はサッカーをしていた。
1996年に16歳でオーストラリアへ移住。オーストラリアはポーランドほどサッカーが盛んでなかったため、ムエタイを始めることとなった。タイでトレーニングをするようになり、1999年にはタイで開催されたキングスカップで優勝。
2006年3月5日、K-1 WORLD GP 2006 in AUCKLANDで行われたオセアニアGP決勝でジェイソン・サティーをハイキック一発で仕留め、GP開幕戦の出場を決めた。
2006年4月29日、MARS WORLD FIGHTING GP in SEOULでアレクサンダー・ウスティノフとキックボクシングルールで対戦し、KO負け。
2006年9月30日、K-1 WORLD GP 2006 in OSAKA 開幕戦でグラウベ・フェイトーザと対戦。ローキックをグラウベの積極的な攻めによって封じられ、判定負け。
2006年12月2日、K-1 WORLD GP 2006 in TOKYO 決勝戦のスーパーファイトでバダ・ハリと対戦。ローキックを多用するも一発狙いから脱却したハリの手数が上回り、判定負け。
2007年4月頃からアーネスト・ホーストの元でトレーニングを行うようになる。ホーストはスロウィンスキーを「王者になる男」と語っている。
2007年6月23日、K-1 WORLD GP 2007 IN AMSTERDAMで行われたEUROPE GPで、天田ヒロミ、ザビット・サメドフ、ビヨン・ブレギーを3人ともKOで下し、優勝。
2007年9月29日、K-1 WORLD GP 2007 IN SEOUL FINAL16でGP1回戦をセミー・シュルトと対戦し、左膝蹴りでKO負け。師匠ホーストの敵討ちは果たせなかった。
2007年12月8日、K-1 WORLD GP 2007 FINALのリザーブファイトでマイティ・モーと対戦し、右ローキックでKO勝ち。
2008年4月26日、IT'S SHOWTIMEでグーカン・サキと対戦し、KO負け。試合後、アーネスト・ホーストは彼の油断が敗因だったとインタビューで語っている。
2008年8月9日、K-1 WORLD GP 2008 IN HAWAIIのスーパーファイトでアジス・ヤヤと対戦し、2Rに2度ダウンを奪われるも計4度ダウンを奪い返し3RKO勝ち。
2008年9月27日、K-1 WORLD GP 2008 IN SEOUL FINAL16に推薦枠で出場し、レミー・ボンヤスキーと対戦し、互角以上に戦うも不可解な判定負けによりGP開幕戦出場を逃す。
2008年12月6日、K-1 WORLD GP 2008 FINALのリザーブファイトでメルヴィン・マヌーフにKO負け。
2010年7月10日、K-1オセアニア予選トーナメントに出場。1回戦、準決勝をKOで勝ち抜くも、決勝でベン・エドワーズにKO負けを喫し、WORLD GP開幕戦出場を逃した。

## 戦績
| キックボクシング 戦績 | キックボクシング 戦績 | キックボクシング 戦績 | キックボクシング 戦績 | キックボクシング 戦績 | キックボクシング 戦績 | キックボクシング 戦績 |
| --------------------- | --------------------- | --------------------- | --------------------- | --------------------- | --------------------- | --------------------- |
| 99 試合               | (T)KO                 | 判定                  | その他                | 引き分け              | 無効試合              |                       |
| 80 勝                 | 55                    | 25                    | 0                     | 1                     | 0                     |                       |
| 18 敗                 | 7                     | 11                    | 0                     | 1                     | 0                     |                       |

| 勝敗 | 対戦相手                     | 試合結果                                       | 大会名                                                                                                   | 開催年月日     |
| ○    | ピーター・グラハム           | 3R KO                                          | Kings of Kombat 4 【ISKA世界ヘビー級タイトルマッチ】                                                     | 2011年8月20日  |
| ○    | シオ・ヴィタレ               | 1R TKO                                         | Kings of Combat                                                                                          | 2010年8月29日  |
| ×    | ベン・エドワーズ             | 1R 0:59 KO（右フック）                         | K-1 OCEANIA GP 2010 Australia Canberra 【オセアニア予選トーナメント 決勝】                               | 2010年7月10日  |
| ○    | セドリック・NTG              | 3R 1:16 TKO（左ハイキック）                    | K-1 OCEANIA GP 2010 Australia Canberra 【オセアニア予選トーナメント 準決勝】                             | 2010年7月10日  |
| ○    | シオ・ヴィタレ               | 1R 2:52 TKO（左ミドルキック）                  | K-1 OCEANIA GP 2010 Australia Canberra 【オセアニア予選トーナメント 1回戦】                              | 2010年7月10日  |
| ×    | スティーブ・マッキノン       | 3R終了 判定0-2                                 | Last Man Standing 2                                                                                      | 2010年6月9日   |
| ○    | エリック・ノサ               | 1R 1:23 KO（左ハイキック）                     | Last Man Standing 2                                                                                      | 2010年6月9日   |
| ○    | コンスタンチン・グルコフ     | 2R KO（右フック）                              | K-1 World GP 2010 in Warsaw                                                                              | 2010年3月28日  |
| ×    | ヘスディ・カラケス           | 3R終了 判定0-3                                 | Ring Sensation Championship: Uprising 12                                                                 | 2010年1月9日   |
| ×    | ソー・フープマン             | 5R終了 判定3-0                                 | Knees Of Fury 27                                                                                         | 2009年11月14日 |
| ○    | ベン・エドワーズ             | 3R KO（ローキック）                            | EVOLUTION 18 【ヘビー級タイトルマッチ】                                                                  | 2009年10月9日  |
| ○    | パトリス・カルテロン         | 2R KO（右フック）                              | Champions of Champions II 【WMC世界ヘビー級タイトルマッチ】                                              | 2009年6月26日  |
| ×    | メルヴィン・マヌーフ         | 1R 2:26 KO（2ノックダウン：左フック）          | K-1 WORLD GP 2008 FINAL 【リザーブファイト】                                                             | 2008年12月6日  |
| ○    | ドマジョフ・オスタジック     | 1R KO                                          | ANGELS OF FIRE IV                                                                                        | 2008年11月15日 |
| ×    | レミー・ボンヤスキー         | 3R終了 判定0-2                                 | K-1 WORLD GP 2008 IN SEOUL FINAL16 【1回戦】                                                             | 2008年9月27日  |
| ○    | アジス・ヤヤ                 | 3R 1:54 KO（3ノックダウン：左フック）          | K-1 WORLD GP 2008 IN HAWAII 【スーパーファイト】                                                         | 2008年8月9日   |
| ○    | アントニン・ドゥシェック     | 2R終了時 TKO（ドクターストップ）               | European Muaythai Championships 2008                                                                     | 2008年6月28日  |
| ×    | グーカン・サキ               | 1R 1:54 KO（左フック）                         | IT'S SHOWTIME（K-1 WORLD GP 2008 IN AMSTERDAM）                                                          | 2008年4月26日  |
| ○    | マイティ・モー               | 2R 0:50 KO（レフェリーストップ：右ローキック） | K-1 WORLD GP 2007 FINAL 【リザーブファイト】                                                             | 2007年12月8日  |
| ×    | セミー・シュルト             | 1R 2:26 KO（左膝蹴り）                         | K-1 WORLD GP 2007 IN SEOUL FINAL16 【1回戦】                                                             | 2007年9月29日  |
| ○    | フェイサル・ザカリヤ         | 4R 0:08 TKO（レフェリーストップ：ローキック）  | Fists of Fury 【WMCスーパーヘビー級タイトルマッチ】                                                      | 2007年7月28日  |
| ○    | ビヨン・ブレギー             | 2R 2:25 KO（右フック）                         | K-1 WORLD GP 2007 IN AMSTERDAM 【EUROPE GP 決勝】                                                        | 2007年6月23日  |
| ○    | ザビット・サメドフ           | 1R 3:00 KO（2ノックダウン：左ローキック）      | K-1 WORLD GP 2007 IN AMSTERDAM 【EUROPE GP 準決勝】                                                      | 2007年6月23日  |
| ○    | 天田ヒロミ                   | 1R 1:50 KO（2ノックダウン：左ローキック）      | K-1 WORLD GP 2007 IN AMSTERDAM 【EUROPE GP 1回戦】                                                       | 2007年6月23日  |
| ○    | アッバス・アサラキ           | 2R 2:21 TKO（レフェリーストップ：ローキック）  | Fury in Macau                                                                                            | 2007年6月2日   |
| ×    | バダ・ハリ                   | 3R終了 判定0-3                                 | K-1 WORLD GP 2006 in TOKYO 決勝戦 【スーパーファイト】                                                   | 2006年12月2日  |
| ○    | ジャビット・バイラミ         | 5R終了 判定                                    | XPLOSION Macau                                                                                           | 2006年11月11日 |
| ×    | グラウベ・フェイトーザ       | 3R終了 判定0-3                                 | K-1 WORLD GP 2006 in OSAKA 開幕戦 【1回戦】                                                              | 2006年9月30日  |
| ○    | 富平辰文                     | 3R終了 判定3-0                                 | K-1 REVENGE 2006 K-1 WORLD GP 2006 in SAPPORO 〜アンディ・フグ七回忌追悼イベント〜                       | 2006年7月30日  |
| ×    | アレクサンダー・ウスティノフ | 2R 2:55 KO                                     | MARS WORLD FIGHTING GP 1st in Korea                                                                      | 2006年4月29日  |
| ○    | ジェイソン・サティー         | 2R 1:45 KO（左ハイキック）                     | K-1 WORLD GP 2006 in AUCKLAND 【OCEANIA GP 決勝】                                                        | 2006年3月5日   |
| ○    | ピーター・グラハム           | 2R 1:42 TKO（右ローキック）                    | K-1 WORLD GP 2006 in AUCKLAND 【OCEANIA GP 準決勝】                                                      | 2006年3月5日   |
| ○    | ロニー・セフォー             | 3R終了 判定3-0                                 | K-1 WORLD GP 2006 in AUCKLAND 【OCEANIA GP 1回戦】                                                       | 2006年3月5日   |
| ○    | アブデュマリク・ガジエフ     | 2R KO                                          | Knees of Fury 12                                                                                         | 2006年2月2日   |
| ○    | 新村優貴                     | 2R 2:15 KO                                     | KOMA GP【決勝】                                                                                          | 2005年12月22日 |
| ○    | キム・シンキュム             | 2R 2:13 KO                                     | KOMA GP【準決勝】                                                                                        | 2005年12月22日 |
| ○    | ソル・ボキョン               | 1R 0:56 KO                                     | KOMA GP【1回戦】                                                                                         | 2005年12月22日 |
| ○    | ベン・エドワース             | 2R KO                                          | XPLOSION SUPER FIGHT 12                                                                                  | 2005年12月10日 |
| ×    | ジェイソン・サティー         | 3R KO（左フック）                              | Knees of Fury 11                                                                                         | 2005年11月4日  |
| ○    | ダニエル・タイ               | 2R TKO（レフェリーストップ）                   | K-1 Oceania Auckland                                                                                     | 2005年10月8日  |
| ○    | クァク・ユンソブ             | 2R 0:38 KO（左ローキック）                     | 新日本キックボクシング協会「TITANS 2nd」                                                                 | 2005年8月22日  |
| ○    | シドニー・アジエータ         | 1R KO（左フック）                              | K-1 Kings of Oceania 2005                                                                                | 2005年7月30日  |
| ○    | リュウ                       | 2R終了時 TKO（タオル投入）                     | XPLOSION 10 - WMC World title Match                                                                      | 2005年6月25日  |
| ○    | リカルド・ヴァン・デン・ボス | 1R 0:05 TKO（タオル投入）                      | Knees of Fury 10 WMC World Heavyweight GP 【決勝】                                                       | 2005年5月22日  |
| ○    | ロジャー・イゾンリテイ       | 2R 2:30 TKO（膝蹴り）                          | Knees of Fury 10 WMC World Heavyweight GP 【準決勝】                                                     | 2005年5月22日  |
| ○    | アンドリュー・ペック         | 1R 2:00 KO（右フック）                         | Knees of Fury 10 WMC World Heavyweight GP 【1回戦】                                                      | 2005年5月22日  |
| ○    | ロニー・セフォー             | 3R終了 判定2-1                                 | K-1 Battle of Anzacs II                                                                                  | 2005年4月30日  |
| ○    | モハメド・レザ               | 2R KO（肘打ち）                                | Knees of Fury IX                                                                                         | 2005年3月11日  |
| ○    | クリス・クリソポリディス     | 3R終了 判定3-0                                 | XPLOSION SUPER FIGHT 2004 〜K-1 CHALLENGE〜                                                              | 2004年12月18日 |
| ×    | アレクセイ・イグナショフ     | 3R終了 判定0-3                                 | 児童福祉チャリティ TITANS 1st 2004年チャンピオンシリーズ 〜新日本キックボクシング＆K-1ファイターズ参戦〜 | 2004年11月6日  |
| ○    | マット・サモア               | 2R KO                                          | Knees of Fury VIII                                                                                       | 2004年10月15日 |
| ×    | ユルゲン・クルト             | 5R終了 判定                                    | SM Thaiboxing Gala                                                                                       | 2004年9月5日   |
| ×    | ピーター・グラハム           | 3R終了 判定                                    | K-1 WORLD GP 2004 in New Zealand 【準決勝】                                                              | 2004年7月16日  |
| ○    | シオ・ヴァイタル             | 3R終了 判定                                    | K-1 WORLD GP 2004 in New Zealand 【1回戦】                                                               | 2004年7月16日  |
| ○    | ロニー・セフォー             | 5R終了 判定                                    | Knees of Fury VII                                                                                        | 2004年6月18日  |
| ○    | アンドリュー・ペック         | 1R KO（右フック）                              | Battle of the Anzacs                                                                                     | 2004年4月27日  |
| ○    | シオ・ヴァイタル             | 4R TKO（レフェリーストップ）                   | Knees of Fury VI                                                                                         | 2004年3月19日  |
| ○    | リー・ヒョヒル               | KO                                             | Into the Fire 2/2                                                                                        | 2003年12月20日 |
| △    | クリス・クリソポリディス     | 5R終了 ドロー                                  | K-1 WORLD GP 2004 in New Zealand 【1回戦】                                                               | 2003年11月7日  |
| ×    | ミッチ・オヘロ               | 1R 1:12 KO（右フック）                         | K-1 WORLD GP 2003 in MELBOURNE 【1回戦】                                                                 | 2003年7月27日  |
| ○    | ユルゲン・クルト             | 1R TKO（レフェリーストップ：肘打ち）           | Knees of Fury IV                                                                                         | 2003年6月15日  |
| ○    | クレイ・アウミタギ           | 3R TKO（タオル投入）                           | License 2 Thrill                                                                                         | 2003年4月24日  |
| ○    | アスハブ・ゴルバコフ         | 不明                                           | WMC World Heavyweight Title                                                                              | 2003年3月14日  |
| ○    | 伊賀弘治                     | 3R 1:40 TKO（レフェリーストップ）              | SHOOT BOXING The age of "S" Vol.5                                                                        | 2002年11月4日  |
| ○    | ダニエル・パオラ             | 3R TKO（レフェリーストップ）                   | KB4 | 2002年9月21日  |
| ○    | ルーク・トン                 | TKO（レフェリーストップ）                      | South Australia vs Thailand                                                                              | 2002年6月14日  |
| ○    | ノックウィー・デイビー       | 4R KO（ハイキック）                            | Chaweng Stadium                                                                                          | 2002年5月7日   |
| ○    | ノックウィー・デイビー       | 2R KO（パンチ）                                | Kanchanaburi Stadium                                                                                     | 2002年4月      |
| ○    | ルーク・トン                 | 4R KO（パンチ）                                | Chewang Stadium                                                                                          | 2002年4月9日   |
| ○    | フェイサル・ザカリヤ         | 3R TKO（レフェリーストップ：ローキック）       | WMC Lightheavy weight World Title                                                                        | 2001年12月23日 |
| ○    | スティーブ・マッキノン       | 3R 1:52 KO（左ハイキック）                     | JNI Promotions                                                                                           | 2001年9月1日   |
| ○    | ネイサン・コーベット         | 3R終了 判定                                    | Light Heavyweight Super 8 【決勝】                                                                       | 2001年5月12日  |
| ○    | アーロン・ボーイズ           | 不明                                           | Light Heavyweight Super 8 【準決勝】                                                                     | 2001年5月12日  |
| ○    | マット・マコナフィ           | 不明                                           | Light Heavyweight Super 8 【1回戦】                                                                      | 2001年5月12日  |
| ○    | ジョン・ワイボーン           | KO                                             | Thailand vs West Australia                                                                               | 2000年         |
| ○    | ブレット・ダルトン           | 5R終了 判定                                    | Thai Consul General's Cup                                                                                | 1999年         |

## 獲得タイトル
- WMC世界ヘビー級王座
- ISKA世界ヘビー級王座
- WMC世界ライトヘビー級王座
- K-1 WORLD GP 2006 in AUCKLAND 優勝
- K-1 WORLD GP 2007 IN AMSTERDAM 優勝